# Raita

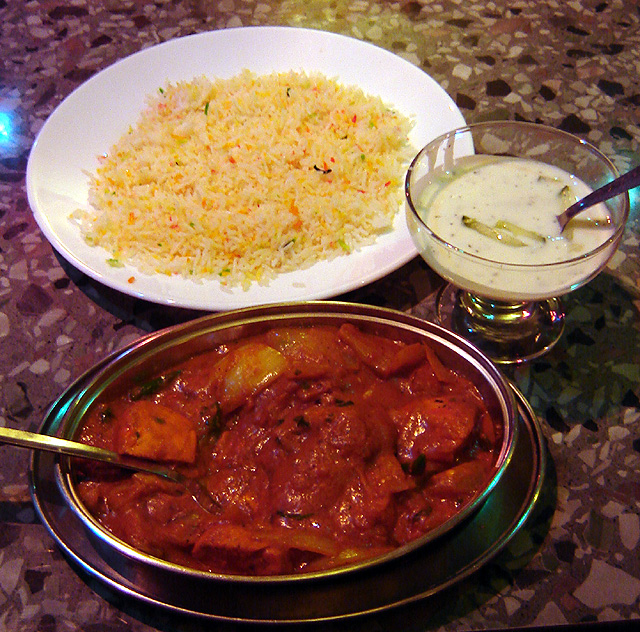
Raita med gurka (till höger) serverad till kyckling och pilaff.

Raita är en indisk yoghurtsås. Svalkande till heta rätter. Raita smaksätts exempelvis med mynta, honung, koriander och spiskummin. Såsen innehåller också ibland grönsaker som gurka, lök, rädisa, frukt eller tomat.
En liknande sås är den grekiska tzatzikin.